# 吹上町入来
吹上町入来（ふきあげちょういりき）は、鹿児島県日置市の大字。旧薩摩国阿多郡伊作郷入来村、阿多郡伊作村大字入来、日置郡伊作町大字入来、日置郡吹上町大字入来。郵便番号は899-3304。人口は398人、世帯数は200世帯（2020年10月1日現在）。

## 地理
日置市の南端部、伊作川の河口付近に位置する。字域の北方には日置市吹上町今田、南方には南さつま市金峰町大野、東方には日置市吹上町中之里がそれぞれ隣接しており、西方には東シナ海に面している。
西部には吹上浜砂丘があり、海岸沿いには松林（防砂林）が広がっている。古くは農耕中心の地域であったが、入来浜に漁港が設置されるなどの整備が進み沿岸漁業も行われている。また、吹上浜はシーズン中には潮干狩りや地曳網体験、海水浴などで賑わう。
1984年（昭和59年）までは字域の東部を鹿児島交通枕崎線が通っており、字域内には南吹上浜駅が設置されていた。

### 河川
- 伊作川

## 歴史

### 古代の入来
入来からは弥生時代から古墳時代にかけての集落遺跡が発掘されており、伊作川下流域の水田地帯にある台地上にあるもので、10軒以上の住居跡や石包丁や石斧、須恵器などが見つかっており、弥生中期初頭の入来式土器の標式遺跡となっている。ただし、調査対象地の多くが未調査のまま採土工事により破壊され消滅した。

### 入来の成立から江戸時代
入来という地名は鎌倉時代より見え、薩摩国伊作庄（荘）のうちの名田名であり、入来名と書かれ、入木村や入来別符とも書かれた。文保3年の伊作荘雑掌下司申状に入来別符という記述がある。
江戸時代には薩摩国阿多郡伊作郷（外城）のうちであった。村高は「天保郷帳」には1477石余、延享頃には888石余、「伊作名勝志再撰帳」には870石余、「旧高旧領取調帳」には857石余であったと記載されている。文化3年頃には入来浜の浦人は418名おり、浦水手役が48人立、雇水手役が46人立であり、鯖や小鯛、鰯が獲れた。

### 町村制施行以後
1889年（明治22年）4月1日に町村制が施行されたのに伴い伊作郷の区域より伊作村が成立し、それまでの入来村は伊作村の大字「入来」となった。1922年（大正11年）には伊作村が町制施行し、伊作町となり同町の大字となり、1955年（昭和30年）に伊作町と永吉村が合併し、吹上町が新設され同町の大字となった。1999年（平成11年）に中之里字下平田及び字黄幡田の各一部を入来字久木町に編入し、入来字久木町の一部が中之里の一部となった。
2005年（平成17年）5月1日に吹上町が日置郡伊集院町、東市来町、日吉町と合併し日置市が成立した。この合併に先立って設置された法定合併協議会である「日置中央合併協議会」において大字名については「字の区域は、現行どおりとし、現行の字の名称の前に当該字の属する合併前の町の名称を付し、字の名称を変更する。」と協定された。合併日の2005年（平成17年）5月1日に鹿児島県の告示である「 字の名称の変更」が鹿児島県公報に掲載された。この告示の規定に基づき即日大字の名称変更が行われ、大字名が「入来」から「吹上町入来」に改称された。

### 字域の変遷
| 実施後                   | 実施年             | 実施前                                 |
| ------------------------ | ------------------ | -------------------------------------- |
| 大字入来字久木町（編入） | 1999年（平成11年） | 大字中之里字下平田、字黄幡田（各一部） |
| 大字中之里（編入）       | 1999年（平成11年） | 大字入来字久木町（一部）               |

## 人口
以下の表は国勢調査による小地域集計が開始された1995年以降の人口の推移である。
| 統計年             | 統計年 | 人口  | 人口 |
| ------------------ | ------ | ----- | ---- |
| 1995年（平成7年）  | [ 14 ] | 1,099 |      |
| 2000年（平成12年） | [ 15 ] | 1,117 |      |
| 2005年（平成17年） | [ 16 ] | 1,060 |      |
| 2010年（平成22年） | [ 17 ] | 906   |      |
| 2015年（平成27年） | [ 18 ] | 844   |      |
| 2020年（令和2年）  | [ 3 ]  | 398   |      |

## 施設

### その他
- 入来浜漁協

### 教育
- 吹上町立吹上小学校（廃校）
字域内にあった小学校であったが[4]、1985年（昭和60年）に日置市立伊作小学校に統合され廃校となった。

## 小・中学校の学区
市立小・中学校に通う場合、学区（校区）は以下の通りとなる。
| 大字       | 区域 | 小学校             | 中学校             |
| ---------- | ---- | ------------------ | ------------------ |
| 吹上町入来 | 全域 | 日置市立伊作小学校 | 日置市立吹上中学校 |

## 交通

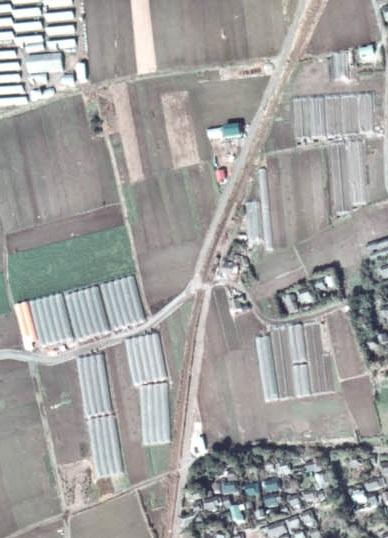
南吹上浜駅付近の航空写真（1974年度撮影）

### 道路
一般県道
- 鹿児島県道2号加世田日吉自転車道線（吹上浜砂丘自転車道）

### 鉄道（廃止路線）
鹿児島交通枕崎線
- 南吹上浜駅
1916年（大正5年）に入来駅として設置され、1925年（大正14年）に入来ノ浜駅、1928年（昭和3年）には南吹上浜駅に改称された。1984年（昭和59年）に枕崎線の全線廃止に伴い廃駅となった。